# Heim’sche Ziegelei
Heim’sche Ziegelei (ursprünglich Ziegelhütte genannt) ist eine Wüstung auf dem Gemeindegebiet des Marktes Willanzheim im Landkreis Kitzingen (Unterfranken, Bayern). Sie lag in der Gemarkung Willanzheim.
In der Bayerischen Uraufnahme, die in der ersten Hälfte des 19. Jahrhunderts entstanden ist, war ein Anwesen namens „Ziegelhütte“ verzeichnet. Die Einöde lag auf einer Höhe von 237 m ü. NHN am linken Ufer des Breitbachs. Das Ortszentrum von Willanzheim befand sich einen halben Kilometer nördlich. Die Brückenmühle lag 100 Meter südlich. Mit der Gründung einer weiteren Ziegelhütte – vermutlich erst in den späten 1860er Jahren – wurde eine Unterscheidung nötig. Das ältere Anwesen wurde nach dem Familiennamen des Besitzers fortan Heim’sche Ziegelei genannt, das jüngere Anwesen Rahner’sche Ziegelei, was anhand der Entfernungsangaben in dem Ortsverzeichnis von 1888 verifiziert werden kann. In der 1950 aktualisierten Ausgabe des Topographischen Atlas des Königreiches Bayern wurde der Ort letztmals als „Ziegelhütte“ verzeichnet. Heute steht an der Stelle der Ziegelhütte Haus Nr. 15 der „Herrnsheimer Straße“ (=Staatsstraße 2419).

## Einwohnerentwicklung
| Jahr      | 001836 | 001840 | 001861 | 001871 | 001885 |
| Einwohner | 10     | 8      | *      | 4      | 6      |
| Häuser    | 2      | 1      |        |        | 1      |
| Quelle    | [ 6 ]  | [ 7 ]  | [ 8 ]  | [ 9 ]  | [ 2 ]  |

## Religion
Heim’sche Ziegelei war römisch-katholisch geprägt und nach St. Martin (Willanzheim) gepfarrt.